# BLUE LOCK 藍色監獄角色列表
以下列出《BLUE LOCK 藍色監獄》的角色。

## 藍色監獄參加者

### 第一次選拔登場選手

#### Z隊選手
潔世一（聲：浦和希、幸村惠理（幼年期））
本作主角。4月1日生，埼玉縣出身。登場時16歲，身高175cm。
一難高中足球隊的王牌，二年級生，司職前鋒。在全縣大會決賽，因為被教育「足球是11人參與的運動」而把決勝一擊的機會讓給隊友，結果卻因為隊友射門失誤導致了錯失進軍全國大賽的機會，對此抱著「如果那個時候選擇自己射門」的後悔。收到邀請函後決定加入藍色監獄。在藍色監獄的說明會上，雖然對繪心甚八的話很反感，但全縣大會決賽落敗後的後悔的情緒強烈地動搖了潔，並決定在300名選手中第一個跑出去。
雖然是所屬足球隊的王牌球員，但身為前鋒，卻是個無法認知到自己所持武器的選手。擁有優秀的足球智商與戰場解讀能力，在藍色監獄的初始排名為第299名。一開始對自己有何武器感到迷惘，在第一次選拔時，根據隊友國神鍊介和千切豹馬的建議，以及跟蜂樂迴的練習後，發現自己擁有出色的「空間認知能力」，能夠把握場上的情況、準確預見未來，並確立了直接射門得分的風格。
在藍色監獄與U-20日本國家隊的比賽中，被糸師冴點名為「藍色監獄的心臟」。與U-20日本國家隊的比賽結束後，更是因為踢進致勝球而被電視台採訪，並宣示「自己會讓日本拿下U-20世界盃冠軍」。技術和體能雖然不脫離平凡，但在「眼睛」和「大腦」領域，被世界級選手高度評價，世界頂級前鋒馬魯克·史納菲評價其為「具有特殊才能的英才」。
好勝心強，為了進化不惜破壞自己，是擁有「適應能力」天賦的天才。在足球場上與場下的性格有所反差，平時溫和謙遜有禮貌，且擅長照顧他人；但一旦上場踢球，在戰況激烈時就會變得粗暴又出言不遜，執著於勝利與自己的進球，甚至會羞辱、挑釁對手和隊友，即使是己方教練也毫不客氣。從幼年時期開始，他的五感就異常出色，對一般人無法看到的、離得很遠的地方的蚊子和輕微的氣候變化都能產生敏感的反應，其「空間認知能力」就是這種天賦的延續。
第二次選拔的排名為第15名，並把同樣擁有空間認知能力的糸師凜視為競爭對手。一開始與蜂樂廻、凪誠士郎一組，第一次輸給糸師凜讓蜂樂迴被選走後，之後兩場陸續贏得馬狼照英和千切豹馬，但二次挑戰糸師凜失敗後反被對方選走。在與日本U-20的比賽中，作為前腰出賽，並在比賽最後踢進了致勝球。
新英雄大戰篇時加入德國巴斯塔慕尼黑。在新層級的比賽中覺醒「超越視界」，並領悟「天才與秀才」的理論，逐漸進化為藍色監獄中的最強。在與西班牙對戰後被投標了1700萬日元的年薪，與英格蘭對戰後升格為5000萬日圓，與同為德國巴斯塔慕尼黑的亞歷克西斯·內斯相同。和義大利對戰時踢進了兩球，升格為1億5000萬日圓，在與法國的對戰中踢進包含致勝分在內的兩球，在新英雄大戰結束時被投標了2億4000萬日圓的年薪，最終與糸師凜並列藍色監獄第1名。
蜂樂廻（聲：海渡翼、岡咲美保（幼年期） ）
8月8日生，千葉縣出身。登場時17歲，身高176cm。
在藍色監獄的初始排名為第290名。擁有出色的盤帶能力，擅長運球過人。有一位藝術家出身的母親，對其自身的個性養成具有一定的影響力，從懂事時自稱自己內心有一隻「怪物」，並遵從「怪物」的聲音來踢球。一進藍色監獄就和潔世一意氣相投而關係密切，也是讓潔世一得以發現自己擁有空間認知能力的關鍵角色。
第二次選拔的排名為第16名，一開始與潔世一、凪誠士郎一組，後因輸給糸師凜反被對方選走。
第三次選拔為第7名。
在與日本U-20的比賽中，作為左邊後衛出賽。
新英雄大戰時加入西班牙FC巴洽。在與德國對戰後被投標了3200萬日元的年薪，與義大利對戰後升格為6600萬日圓，與法國對戰後升格為7900萬日圓，在新英雄大戰結束時被投標了1億2000萬日圓的年薪，最終居藍色監獄第5名。
國神鍊介（聲：小野友樹）
在藍色監獄的初始排名為第291名。橘色刺蝟頭的壯碩青年。為人十分正直老實。肌肉發達、左腳射門強勁。夢想成為超級英雄。
第二次選拔的排名為第50名，一開始與千切豹馬、御影玲王一組。在接連的慘敗下孤身一人準備踏上淘汰這條路時選擇了「敗部復活」並接受以諾伊爾·諾亞為模板的身體改造。重新回歸賽場後性格變得冷酷無情，並且展現出各項身體能力的顯著提升，包含左右開弓。
新英雄大戰時加入德國巴斯塔慕尼黑。在與西班牙對戰後被投標了2400萬日元的年薪，與英格蘭對戰後升格為4700萬日圓，與義大利對戰後升格為5000萬日圓，在新英雄大戰結束時被投標了6600萬日圓的年薪，最終居藍色監獄第8名。
千切豹馬（聲：齊藤壯馬）
在藍色監獄的初始排名為第292名，藍色監獄中速度最快的選手。擁有一頭紅色長髮和精緻的五官，由於其女性化的外表得到「大小姐」這個綽號。幼年時被認為是足球場上的神童，前途無量，然而上國中後卻因為右小腿十字韌帶一度斷裂而想放棄足球。初期有一半的時間都是處在低潮不願展露頭角的狀態，在第一次選拔時更是不肯透露自己的長處，自願當後衞。而後在對陣W隊時受到潔的激勵，决定放下恐懼，在場上展現驚人的神速，並踢入致勝分。賽後與潔世一、國神鍊介和蜂樂迴的關係變得融洽許多。
第二次選拔的排名為44名，一開始與國神煉介、御影玲王一組。之後敗於潔世一等人而被其選為下一關的隊友，一同對戰糸師凜的隊伍，但惜敗於後者，在潔世一被選走並突破二次選拔後，作為同樣突破二次選拔的第二組球員再度登場。
在與日本U-20的比賽中，作為左邊後衛出賽。
新英雄大戰時加入英格蘭曼夏城。在與德國對戰後被投標了3000萬日元的年薪，與法國對戰後進一球升格為5000萬日圓，與國神相同，與義大利對戰後升格為5500萬日圓，在新英雄大戰結束時被投標了9000萬日圓的年薪，最終居藍色監獄第6名。
雷市陣吾（聲：松岡禎丞）
在藍色監獄的初始排名為第294名。身材壯碩，金髮金瞳的鋸齒牙少年，性格暴躁，是Z隊中脾氣最差的人，在任何事情上幾乎和所有人都有爭執(不過對個性比較奇特的我牙丸吟完全沒輒)，但在比賽中卻勇於犧牲前鋒的位置，並藉由積極而強力的防守激勵球隊，能夠緊咬對手不放。二次選拔中與我牙丸吟、鱷間淳一組隊，在潔世一突破二次選拔後，作為同樣突破二次選拔的第6組球員再度登場。
新英雄大戰時加入德國巴斯塔慕尼黑。在和義大利對戰後被投標1800萬日元的年薪，在新英雄大戰結束時被投標了2700萬日圓的年薪，最終居藍色監獄第21名。
我牙丸吟（聲：仲村宗悟）
在藍色監獄的初始排名為第296名。反應能力突出，能夠以多樣的方式攻擊及防守，這份才能讓他在對陣U-20日本代表隊時擔任守門員。二次選拔中與雷市陣吾、鱷間淳一組隊，在潔世一突破二次選拔後，作為同樣突破二次選拔的第6組球員再度登場。
在與日本U-20的比賽中，作為守門員出賽。
新英雄大戰時加入德國巴斯塔慕尼黑。在對陣英格蘭時再次擔任守門員，展現極為出色的防守能力，被投標了2800萬日元的年薪，後與義大利和法國對戰時，多次擋下對方的射門，報價金額提升至3200萬日圓，在新英雄大戰結束時被投標了5000萬日圓的年薪，最終居藍色監獄第12名。
五十嵐栗夢（聲：市川蒼）
在藍色監獄的初始排名為第300名，外型嬌小的和尚頭青年。家裡經營寺廟，不願繼承家業成為和尚，因此同意加入藍色監獄計畫。口頭禪是「南無三」。自稱自己的武器是「永不放棄的心」，為了勝利不擇手段，但無論是身體能力和技術都顯著落後於其他的選手。二次選拔中與士道龍聖組隊，上前勸阻士道龍聖不要用暴力對待前來挑戰的對手卻反遭其毆打，被國神鍊介與御影玲王解圍。但為了能突破下一關，選擇配合士道龍聖贏下比賽。在潔世一突破二次選拔後，作為同樣突破二次選拔的第7組球員再度登場。
新英雄大戰時加入德國巴斯塔慕尼黑。在法國隊的比賽中終於上場，並成功誘導糸師凜犯規2次，但新英雄大戰結束時，年薪排行未進前23名，無緣加入日本U-20代表隊大名單，遭到淘汰。
成早朝日（聲：梶田大嗣）
在藍色監獄的初始排名為第297名。家中是由一個姐姐和四個弟妹組成的大家庭，父母於兩年意外過世使得家裡變得窮困，為了成為職業選手而來到藍色監獄。
第二次選拔中與馬狼照英一組，在與潔世一和凪誠士郎的對戰後被淘汰。
久遠涉（聲：中澤匡智）
在藍色監獄的初始排名為第293名。彈跳力好。充當媽媽和團隊戰術領導的角色，過去曾因社團成員只把足球當消遣，心灰意冷之際決定加入藍色監獄的計劃。
Z組最初的軍師，個性看似和善但實際上卻自私自利，為了自己能夠晉級而與W組協議先讓他進三球，並在這之後倒戈向W組。Z組獲勝後遭到隊友唾棄，但還是在對陣V組時以紅牌下場為代價保住了Z組的勝利。
第二次選拔中與伊右衛門送人、今村遊大一組，遭到淘汰。
今村遊大（聲：千葉翔也）
在藍色監獄的初始排名為第295名。
第二次選拔中與久遠涉、伊右衛門送人一組，遭到淘汰。
伊右衛門送人（聲：綿貫龍之介）
在藍色監獄的初始排名為第298名。在第一次選拔中擔任守門員。不擅長拒絕他人，在Z組的比賽期間幾乎擔任守門員的位置，曾自嘲想上球場踢球。
第二次選拔中與久遠涉、今村遊大一組，遭到淘汰。
吉良涼介（聲：鈴村健一）
高中明星球員，潔世一高中二年級最後一場比賽的對手。在藍色監獄的初始排名為第289名。在入寮測試中因潔世一與蜂樂迴配合，將球踢到他身上而導致淘汰。Z組中唯一不認同藍色監獄計劃的球員。預計参加不亂蔦的U-20日本隊剩餘3名登錄選手的SIDE-B選拔計畫。

#### X隊選手
馬狼照英（聲：諏訪部順一、石上靜香 （幼年期））
第一次選拔時排名為第250名。性格自私傲慢且唯我獨尊。自比喻為「球場上的國王」。認為自己淩駕於他人之上，在球場上的所有人都是為了自己的目標而行動配角。他癡迷於追求自己的足球，但實際上並不是因為熱愛足球才踢球。而是為了享受將那些把進球射門視為目標的人，從足球的寶座上拖下來的快感。作為X隊進球最多的人成功晉級。
第二次選拔的排名為第18名，一開始與成早朝日一組。之後敗於潔世一等人被其選為下一關的隊友，一同對戰糸師凜的隊伍，但惜敗於後者，在潔世一被選走並突破二次選拔後，作為同樣突破二次選拔的第二組球員再度登場。
在與日本U-20 比賽下半場開始 15 分鐘後，被作為殺手鐧取代乙夜影汰上場，並踢進了1球。
新英雄大戰時加入義大利尤伯斯。與西班牙對戰時上演了帽子戲法，被投標了1億日元的年薪，在和德國對戰時進了2球，升格為1億3000萬日圓，在與英格蘭的對戰中踢進2球，在新英雄大戰結束時被投標了1億5000萬日圓的年薪，最終居藍色監獄第4名。

#### Y隊選手
二子一揮（聲：花江夏樹）
第一次選拔時排名為第255名，本作中第一位敗給潔世一的空間認知能力之球員，但作為Y隊進球最多的人反而成功晉級。看到Y組其他離開藍色監獄的成員感到難受而將潔世一視作競爭對手。
在與日本U-20的比賽中，作為中後衛出賽。
新英雄大戰時加入義大利尤伯斯。在與西班牙對戰後被投標了2350萬日元的年薪，與德國對戰後升格為3000萬日圓，在新英雄大戰結束時被投標了4000萬日圓的年薪，最終居藍色監獄第15名。

#### W隊選手
鰐間淳壹（聲：鈴木崚汰）
第一次選拔時排名為第233名。作為W隊進球最多的人成功晉級，在第一次選拔期間幾乎溝通全靠自己的弟弟鰐間計助而不開口說話，過往與弟弟鰐間計助和千切豹馬同校，但技不如人使雙方關係相當惡劣。
新英雄大戰時加入英格蘭曼夏城，在與義大利對戰後被投標820萬日元的年薪，但新英雄大戰結束時，年薪排行未進前23名，無緣加入日本U-20代表隊大名單，遭到淘汰。
鰐間計助（聲：鈴木崚汰）
第一次選拔時排名為第232名。第一次選拔後被淘汰，將希望寄託在哥哥鰐間淳壹身上，過往與哥哥鰐間淳壹和千切豹馬同校，但技不如人使雙方關係相當惡劣。

#### V隊選手
凪誠士郎（聲：島崎信長）
第一次選拔時排名為第221名。性格慵懶，踢足球只有短短半年的天才，擅長以各種方式停球，一開始對足球興趣不大，但在跟Z組的比賽後面被激發出潛能而開始成長。
第二次選拔的排名為第7名，一開始與潔世一、蜂樂迴一組。一同對戰糸師凜的隊伍，但惜敗於後者，在潔世一失去蜂樂迴期間，和潔世一關係開始變得友好許多，甚至能與潔世一搭配出不同的戰術應對比賽，是除了蜂樂迴外第二位和潔世一最合拍的球員，在潔世一被選走並突破二次選拔後，作為同樣突破二次選拔的第二組球員再度登場。
第三次選拔「TOP6」之第6名。
在與日本U-20的比賽中，作為前腰出賽，並踢進了1球。
新英雄大戰時加入英格蘭曼夏城。在與德國對戰後被投標了8800萬日元的年薪。後因與法國隊對戰時表現不如前次，報價金額下降為4300萬日圓，在與義大利的對戰中又下降為4000萬日圓，在與西班牙的對戰中再次下降，在新英雄大戰結束時被投標了2400萬日圓的年薪，最終居藍色監獄第24名，因其年薪排行未進前23名，無緣加入日本U-20代表隊大名單。
新英雄大戰結束後，繪心甚八指出其因為與德國隊的對戰中踢出了超出自己才能的射門，自以為戰勝了潔世一而滿足失去熱情，害怕失去身邊支持他的人，並且在那場比賽中與御影玲王合作的選擇，扼殺了他的才能而枯萎被淘汰。
離開藍色監獄後一度萎靡不振，失去了人生的方向感。由於U-20杯最大登錄人數為26人，被JFU會長不亂蔦宏俊邀請參加既有的23名藍色監獄選手以外的剩餘3名登錄選手的選拔，通過進球否定繪心甚八的足球哲學，最終迫使其辭職。起初以不願背叛藍色監獄為由被凪拒絕。後在五十嵐栗夢的激勵下重新點燃鬥志，找到了自己的「自我」（ego），即：內心吶喊著自己是世界的中心，享受著如同神一般的快感。在U-20開幕式前選擇加入不亂蔦的SIDE-B計畫。
御影玲王（聲：內田雄馬、稗田寧寧（幼年期））
第一次選拔時排名為第222名。是集團總資產7058億的御影家獨生子，認為一切能輕易獲得的東西都索然無味，因此渴望透過足球獲得成就感。在學校偶然遇到具有足球天分的凪誠士郎，並將他拉入足球的世界。
第二次選拔的排名為第10名，一開始與國神煉介、千切豹馬一組。
在第三次選拔時，開始展現出能夠複製(模仿)他人招式的能力。
在與日本U-20 比賽中的下半場開始 10 分鐘後，取代腳踝受傷的二子一揮上場。
新英雄大戰時加入英格蘭曼夏城。在與德國對戰後被投標了4000萬日元的年薪。後因與法國隊對戰時表現不如前次，報價金額下降為3600萬日圓，在與義大利的對戰中又下降為3400萬日圓，在與西班牙的對戰中踢進1球，在新英雄大戰結束時被投標了7800萬日圓的年薪，最終居藍色監獄第7名。
新英雄大戰結束後，向繪心甚八求情不要淘汰凪誠士郎，反被其嚴厲指出與他在與德國隊對戰中合作的決定，扼殺了他的才能，使凪誠士郎就此失去了對足球的熱情。
劍城斬鐵（聲：興津和幸）
第一次選拔時排名為第223名。戴著眼鏡的尖刺頭少年，看似很有學問，其實性格單純頭腦不好，說話時喜歡用成語但時常說錯，被御影玲王和凪誠士郎取了「笨蛋斬鐵」的綽號。是團隊中的氣氛組。老家經營牙科診所。由於從小不喜歡被人看不起是個笨蛋，但又苦於不擅長計算交通費，上下學都用跑步取代坐公車，但也因此練就了爆炸性的加速力。能夠以強壯有力的左腳準確的射門。
二次選拔時的排名為第53名，與二子一揮一組，但敗於凪誠士郎的隊伍後被其選走，在潔世一突破二次選拔後，作為同樣突破二次選拔的第二組球員再度登場。
新英雄大戰時加入法國P‧X‧G，在與西班牙對戰後被投標了2300萬日元的年薪，在新英雄大戰結束時被投標了3300萬日圓的年薪，最終居藍色監獄第19名。

### 第二次選拔登場選手
糸師凛（聲：內山昂輝、寺崎裕香（幼年期））
第一次選拔為第221名（其他大樓V隊），第二次選拔的排名為第1名，第三次選拔「TOP6」之第1名。
天才中場糸師冴的弟弟。擁有出色的判斷，強大的身體素質，快速的帶盤，精準的傳球及高精度射門能力，是藍色監獄中最強的選手，因為擁有和潔世一旗鼓相當的空間認知能力而被後者視為對手。另一方面也是外語能力最強的選手，第二次選拔期間幾乎成了隊伍的外語小家教，但隊友們的外語理解程度讓他相當抓狂。
在與日本U-20的比賽中，作為前鋒出賽，並踢進了1球。
新英雄大戰時加入法國P‧X‧G。在與義大利對戰後被投標了3600萬日元的年薪，與英格蘭對戰時上演了帽子戲法，報價金額上升為1億8000萬日圓，與西班牙對戰後升格為1億9800萬日圓，在新英雄大戰結束時，被世界第一的俱樂部，同時也是糸師冴所屬的「RE•AL」投標了2億4000萬日圓的年薪，最終與潔世一並列藍色監獄第1名。
蟻生十兵衛（聲：小西克幸）
第二次選拔排名為第2名。經常將時尚掛在嘴邊的自戀男，身型十分修長，擅長空中爭球。第二次選拔期間自認比糸師凛帥氣但幾乎被後者無視，也很中意長相美型的千切豹馬。
在與日本U-20的比賽中，作為中後衛出賽。
新英雄大戰時加入義大利尤伯斯。在與法國對戰後被投標了500萬日元的年薪，與西班牙對戰後升格為2500萬日圓，與德國對戰後升格為3500萬日圓，在新英雄大戰結束時被投標了4500萬日圓的年薪，最終居藍色監獄第13名。
時光青志（聲：立花慎之介）
第二次選拔排名為第3名。平時總是一副缺乏自信的樣子，但在足球場上卻能用強壯的體格突破對手，連馬狼照英都需用盡全身力量才有辦法壓制他。
新英雄大戰時加入法國P‧X‧G，在與西班牙對戰後被投標了2300萬日元的年薪，但新英雄大戰結束時，年薪排行未進前23名，無緣加入日本U-20代表隊大名單，遭到淘汰。
士道龍聖（聲：中村悠一）
第二次選拔為第111名，第三次選拔「TOP6」之第2名。
身材高大、皮膚黝黑，瞳孔像貓眼的狂氣青年，留著一頭豎起帶有一點粉色的金髮，頭髮兩側各有一縷垂下的髮絲，因此被蜂樂取了「烤焦蟑螂鬚」的綽號。
初登場於二次選拔，當他正要對和自己同組的五十嵐栗夢暴力相向時，與上前阻止的國神鍊介和御影玲王發生衝突，於是他以壓倒性的球技擊敗兩人，並淘汰了國神鍊介，選擇帶走御影玲王晉級到下一關，是導致國神鍊介黑化的起源。二次選拔後作為第7組合格者正式登場。能夠以難以想像的方式進球，被形容為「技能點全部點在進球」的人，且洞察力，身體素質也屬於頂尖。有嚴重的暴力傾向，會用極度粗暴的方式來獲得他想要的東西，且不願意與人合作。踢球的目的完全是為了滿足自己，待在藍色監獄期間曾因為多次與糸師凜發生肢體衝突而被暫時禁賽，隨後在糸師冴的邀請下加入U-20日本代表隊，與藍色監獄站在對立面。
在與日本U-20 比賽的下半場被派上場，並踢進了2顆球。
新英雄大戰時加入法國P‧X‧G。在與義大利對戰後被投標了2000萬日元的年薪，與英格蘭對戰後升格為2500萬日圓，與西班牙的對戰中踢進了2球，報價金額升格為1億日圓，在新英雄大戰結束時被投標了1億6000萬日圓的年薪，最終居藍色監獄第3名。

### 第三次選拔登場選手
烏旅人（聲：古川慎）
第二次選拔為第69名，第三次選拔「TOP6」之第3名。
眼角有一顆淚痣的紫髮少年，綽號「殺手」，大阪出身。性格聰明謹慎，愛好是觀察、分析和評估對手，但是看不起那些他認為“平庸”的人，總是喜歡用言語侮辱別人。擅長以假動作晃動對手重心過人。控制周圍環境並與此產生化學反應。二次選拔中作為第3組合格者登場，加入藍色監獄前與冰織羊曾經待在同一支隊伍。
在與日本U-20的比賽中，作為後腰出賽。
新英雄大戰時時加入法國P‧X‧G。在與義大利對戰後被投標了1200萬日元的年薪，與西班牙對戰後升格為2400萬日圓，與英格蘭對戰後升格為3500萬日圓，在新英雄大戰結束時被投標了5500萬日圓的年薪，最終居藍色監獄第11名。
乙夜影汰（聲：河西健吾）
第二次選拔為第33名，第三次選拔「TOP6」之第4名。
綽號「忍者」，有著一頭短而扁平的白髮，白髮中間有一縷深綠色的頭髮，頭髮的下側也是深綠色。細長的四肢使他能夠在球場上保持敏捷。跑步速度極快。性格冷淡，總是面無表情，但似乎喜歡看人鬥爭賽。二次選拔中作為第3組合格者登場，在第三次選拔時，對於糸師凜與士道龍聖在所有合格者面前鬥毆，表現出很興奮的表情。
在與日本U-20的比賽中，作為右邊鋒出賽。
新英雄大戰時加入西班牙FC巴洽。在與德國對戰後被投標了900萬日元的年薪，與義大利對戰後升格為2200萬日元，與法國對戰後升格為4200萬日元，在新英雄大戰結束時被投標了6300萬日圓的年薪，最終居藍色監獄第9名。
雪宮劍優（聲：江口拓也）
第二次選拔為第23名，第三次選拔「TOP6」之第5名。
長相英俊的黑髮少年。平時戴著圓形眼鏡，但在比賽時則會配戴一副專用太陽鏡。曾當過模特兒。對自身的一對一能力相當有自信。
十分熱愛足球，卻被醫生宣判得了視神經病變內心大受打擊，因此極力希望在視力尚存之前成為世界上最好的前鋒。有著頑固及衝動的一面，對於諾亞重視的球員不是自己而是潔世一感到非常不滿。二次選拔中作為第3組合格者登場。
在與日本U-20的比賽中，作為左邊鋒出賽。
新英雄大戰時加入德國巴斯塔慕尼黑。在與英格蘭對戰後被投標了2900萬日元的年薪，與義大利對戰後，報價金額提升至3600萬日圓，在新英雄大戰結束時被投標了4200萬日圓的年薪，最終居藍色監獄第14名。
冰織羊（聲：三上瑛士）
第二次選拔排名為第27名，二次選拔中作為第5組合格者登場，特徵是淺藍色妹妹頭，外表像個少女卻擁有183公分的身高，操著京都方言。進入藍色監獄前和烏旅人曾經同為關西青年足球隊的一員。
出生於運動世家，父親是全日本柔道銀牌得主，母親是全日本跳高領域比賽第二名，從小就意識到自己只是父母意圖培養成世界第一運動員的工具，因此一直不怎麼喜歡足球，對於他人的「期待」亦感到非常痛苦，踢球只是為了不想讓家庭破裂，進入藍色監獄也是因為想逃避家人的壓力。烏形容他「技巧高超但在球門前沒有進球的熱忱」。
他擅長高精度傳球、控球及空間認知。此外，由於是個高度電玩狂熱份子，他還有非常高的分析能力，能夠將複雜的主題分解成更容易理解的例子，並對於如何更好地表現給予有用的提示和技巧。
在第三輪選拔賽中加入A組，與潔世一和七星虹郎成為同一組。個性溫柔好相處，潔世一感概原來藍色監獄中也有不充滿殺氣的角色們，冰織羊、七星虹郎與潔世一被稱為「溫柔世界線」。他在僅看過一次潔世一與糸師凜的配合傳球後，立刻就學會相同傳球技巧，並且建議潔世一在踢球時不要花時間思考，而是將思考化為「反射」，使潔世一第一次在判斷球落點時贏過糸師凜與士道龍聖（繪心稱讚潔世一理解了「心流」技巧）。本次第三輪選拔時因為冰織羊的助攻使潔世一踢入第五分，證明了彼此的價值，但事後復盤時冰織羊表示自己只是跟平常一般踢球而已，由此可知冰織羊具有非常高超的運球技巧。
U-20 比賽下半場開始 10 分鐘後，他取代體力耗盡的千切豹馬上場。作品中描述他的運球有別於蜂樂迴的靈活，而是擅長運用「靜之技藝」，能以非常冷靜的視角觀察局面，並且精準傳球到合適的選手，使藍色監獄隊伍的攻擊變得更加多樣化。
新英雄大戰時加入德國巴斯塔慕尼黑。在與西班牙及英國的對戰時都未作為先發陣容上場，卻是唯一能夠理解進化後的潔世一踢球思路的人。在與義大利對戰時，潔世一由於想要取勝，要求導師讓同樣擁有超越視界的冰織羊上場，冰織羊也有生以來第一次主動提出要比賽，懇求導師讓自己上場並表示自己會成為「潔的影子」，最後賽事冰織羊與潔世一共享思維，成功助攻潔世一踢進制勝一分，被投標了2000萬日圓的年薪，在新英雄大戰結束時被投標了3900萬日圓的年薪，最終居藍色監獄第16名。
七星虹郎（聲：波多野翔）
第二次選拔排名為第99名，二次選拔中作為第4組合格者登場。頭戴標有Blue Lock標誌頭帶的黑色短髮少年。操著帶有口音的方言。
新英雄大戰時加入法國P‧X‧G，在與西班牙對戰後，被投標了1600萬日圓的年薪，在新英雄大戰結束時被投標了2500萬日圓的年薪，最終居藍色監獄第23名。
黑名蘭世（聲：小林千晃）
第二次選拔排名為第4名，二次選拔中作為第7組合格者登場。有一頭粉色的頭髮，臉的左側垂著一根辮子的鋒利的鋸齒牙少年。性格內向，只在必要時才說話，有重複單字的語癖，並且喜歡遠離聚光燈。二次選拔中作為第7組合格者登場。但直到新英雄大戰才作為重要角色出場。
新英雄大戰時加入德國巴斯塔慕尼黑，在對陣英格蘭隊時首度上場，與潔世一組成行星熱線，配合活躍。在與英格蘭對戰後被投標了2400萬日元的年薪，與義大利對戰後，報價金額提升至3400萬日圓，在新英雄大戰結束時被投標了3500萬日圓的年薪，最終居藍色監獄第18名。
清羅刃（聲：加藤涉）
第二次選拔排名為第21名，二次選拔中與千切豹馬等人作為第2組合格者登場。個頭矮小，特徵是一頭黑色捲髮。生日為8月31日。興趣愛好為霹靂舞，並善用其舞法加入身體對抗中。
新英雄大戰時加入德國巴斯塔慕尼黑。在與義大利對戰時，德國隊導師諾伊爾‧諾亞有給予他上場的機會，但被潔世一說服換成冰織羊。在法國隊的比賽中終於上場，並成功助攻米歇爾‧凱薩進了1球，在新英雄大戰結束時被投標了2500萬日圓的年薪，最終居藍色監獄第22名。
西岡初
第二次選拔排名為第29名，被稱為「青森梅西」的少年。與二子一輝、皿斑海琉、冰織羊、石狩幸雄一同成為二次選拔的第5組合格者，但因為在比賽中受傷，缺席了合格者們的集結。但名號仍多次被提及。
新英雄大戰時加入英格蘭曼夏城，但新英雄大戰結束時，年薪排行未進前23名，無緣加入日本U-20代表隊大名單，遭到淘汰。
石狩幸雄（聲：盆子原康）
第二次選拔排名為第13名，二次選拔中作為第5組合格者登場。作為高校排名第一的高身材選手而聞名。據作者所說，這位角色最初設定為路人角色，因此在正式描寫比賽前臉部形象有所改變。在第三次選拔第二場比賽中被分配到A隊，成功利用高身材攔下御影玲王的高軌道傳球，並與同樣高身材的蟻生十兵衛合作進行配合（由蟻生稱為「高塔聯合政權」）。
新英雄大戰時加入義大利尤伯斯，但新英雄大戰結束時，年薪排行未進前23名，無緣加入日本U-20代表隊大名單，遭到淘汰。
田中信玄（聲：武田太一）
第二次選拔排名為第5名，二次選拔中作為第6組合格者登場。外表老氣的爆炸頭少年。
新英雄大戰時加入義大利尤伯斯，但新英雄大戰結束時，年薪排行未進前23名，無緣加入日本U-20代表隊大名單，遭到淘汰。
皿斑海琉（聲：橘龍丸）
第二次選拔排名為第51名，二次選拔中作為第5組合格者登場。出身神奈川縣湘南市。綽號「湘南的終極戰士」。眼神兇惡的辮子頭少年。除了足球，他還是一名衝浪運動員。性格似乎有點中二病。
新英雄大戰時加入英格蘭曼夏城，但新英雄大戰結束時，年薪排行未進前23名，無緣加入日本U-20代表隊大名單，遭到淘汰。
志熊恭平（聲：田所陽向）
第二次選拔排名為第55名，二次選拔中作為第6組合格者登場。綽號「鹿兒島的巨神兵」。皮膚黝黑的高大少年。性格沈默寡言，實際上是因為從小被奶奶教育「不能和怪人說話」。
新英雄大戰時加入義大利尤伯斯，但新英雄大戰結束時，年薪排行未進前23名，無緣加入日本U-20代表隊大名單，遭到淘汰。
柊零次
第二次選拔排名為第22名，二次選拔中作為第4組合格者登場。眼睛下方各有兩顆痣的黑髮馬尾少年。喜歡塔羅牌。有跟潔相似的球場視覺和凪相似的停球能力。
新英雄大戰時加入英格蘭曼夏城，但新英雄大戰結束時，年薪排行未進前23名，無緣加入日本U-20代表隊大名單，遭到淘汰。
日不見愛基
第二次選拔排名為第77名，二次選拔中作為第3組合格者登場。
童年時，爸爸與媽媽早就離婚，卻隱瞞著愛基繼續生活，但那時的愛基早就識破那拙劣的「謊言」，也因此他被稱為「識破謊言的天才」
新英雄大戰時加入西班牙FC巴洽，但新英雄大戰結束時，年薪排行未進前23名，無緣加入日本U-20代表隊大名單，遭到淘汰。
灰地靜
第二次選拔排名為第19名，二次選拔中作為第4組合格者登場。有著一頭紙屑般的短髮，外型有如少女漫畫風格的少年。喜歡吸手指頭。
新英雄大戰時加入西班牙FC巴洽，但新英雄大戰結束時，年薪排行未進前23名，無緣加入日本U-20代表隊大名單，遭到淘汰。
曾倉哲
第二次選拔排名為第20名，二次選拔中作為第7組合格者登場。
新英雄大戰時加入義大利尤伯斯，但新英雄大戰結束時，年薪排行未進前23名，無緣加入日本U-20代表隊大名單，遭到淘汰。
猿堂寺曉
第二次選拔排名為第59名，二次選拔中作為第4組合格者登場。黑色短髮中間有一簇金髮的星星眼少年。
新英雄大戰時加入法國P‧X‧G，但新英雄大戰結束時，年薪排行未進前23名，無緣加入日本U-20代表隊大名單，遭到淘汰。
柚春彥
第二次選拔排名為第98名，二次選拔中作為第3組合格者登場。妹妹頭的矮小少年。
新英雄大戰時加入法國P‧X‧G，但新英雄大戰結束時，年薪排行未進前23名，無緣加入日本U-20代表隊大名單，遭到淘汰。
劈大河
第二次選拔排名為第100名，二次選拔中作為第4組合格者登場。
新英雄大戰時加入英格蘭曼夏城，但新英雄大戰結束時，年薪排行未進前23名，無緣加入日本U-20代表隊大名單，遭到淘汰。

## 藍色監獄計劃相關者
繪心甚八（聲：神谷浩史）
藍色監獄計劃主要負責人，前德甲巴斯塔慕尼黑(Bastard Muchen)足球俱樂部球員，足球進化論的提倡者，與世界第一前鋒是隊友，但因最後跟諾伊爾·諾亞起爭執而退出。
帝襟杏里（聲：幸村惠理）
日本足球聯盟職員，個性認真，負責協助藍色監獄計劃。對日本足球充滿熱情，夢想是讓日本隊贏得世界杯，並認為繪心甚八將成為他們的救世主。
不乱蔦宏俊（聲：島田敏）
日本足球聯合會主席，只將足球視為一門生意，不認為日本隊能夠贏得世界盃，時常嘲笑藍色監獄的想法，因而被繪心甚八形容為「愚蠢的老狸貓」。
U-20世界盃的最大登錄人數為26人，而藍色監獄成員共23人，不亂蔦擁有剩餘3名選手的決定權。在系師冴加入後，不亂蔦在U-20 W前夕推出SIDE-B計畫，以選拔剩餘2名登錄選手。並希望藉此3人在場上的表現否定繪心甚八的足球哲學使其辭職。
法一保守（聲：關俊彦）
現任U-20的總教練。他關心自己的球隊，並以身為教練為榮，以至於當他的球隊受到侮辱時，他會表達憤怒。

## 世界頂尖選手
糸師冴（聲：櫻井孝宏、三瓶由布子（幼年期））
18歲，「新世界11傑」之一，國際級日本足球選手，有「日本的至寶」之稱，司職中場。
糸師凜的哥哥，幼時與弟弟糸師凜約定以成為世界第一前鋒為目標，13歲時收到世界第一的西班牙俱樂部「RE•AL」邀請加入其青訓隊，途中因不明原因決心改變夢想，後朝成為世界第一中場的目標邁進。
在與藍色監獄的比賽中，踢進了1球。
在U20世界盃開幕前，因不亂蔦的提議而令U20代表名額增加至26名，因此致電給其以只參與對決西班牙的賽事而不參與小組賽事和其餘賽事為條件答應加入U20日本代表隊。
諾伊爾·諾亞
31歲，效力於法國國家代表隊和德國巴斯塔慕尼黑。出身於法國貧民窟，被譽為世界上最強的前鋒，同時也曾是潔世一的偶像。與繪心甚八是過去的隊友。
新英雄大戰時作為巴斯塔慕尼黑的主前鋒兼教練來到藍色監獄。 在與西班牙的對戰中踢進了1球，並展現其左右開弓的能力。
拉維尼紐
巴西職業足球運動員，在西班牙巴賽隆納足球俱樂部擔任前鋒。被稱為「舞踏技師」。一個身材高大、皮膚棕褐色的雞冠頭男子。經常戴著眼鏡，但踢足球時會把眼鏡摘下來。雖然性格古怪但善於表達思想自由。他對自己的能力非常自信，自稱是世界上最好的前鋒。
新英雄大戰時作為FC巴洽的主前鋒兼教練來到藍色監獄。
克里斯·普林斯
英格蘭職業足球運動員，在英格蘭「曼夏城」擔任前鋒。是一個自信且善於表達的人，但非常容易進入自戀狀態。在能力方面，他被認為與諾伊爾·諾亞不相上下，但是實際的人氣與他有近4倍的壓倒性差距。自喻為「肌肉侍酒師」，可以從對方的肌肉構造判別他們擅長領域和風格。
新英雄大戰時作為曼夏城的主前鋒兼教練來到藍色監獄。同時，他藉由將藍色監獄作為活廣告宣傳以運動飲料「普林斯礦泉水」為首的各種訓練用品。
馬克·史納飛
義大利職業足球運動員，在義大利尤伯斯擔任前鋒。精通戰術的他帶領著一支擁有超強防守能力的球隊。
新英雄大戰時作為義大利尤伯斯的主前鋒兼教練來到藍色監獄。
朱利安·洛基（聲：下野紘）
留著和尚頭的黑人少年。被譽為「超速神童」的法國足球運動員，年僅17歲就已經是法國「P‧X‧G」的超新星，同時也是法國國家代表隊成員。
在第三次選拔賽中，最初他作為世界五大足球隊的一員負責對藍色監獄的最後一批球員進行評價。隨後並以法國P‧X‧G主前鋒和教練的身份參加新英雄大戰。
李奧納多·露那（聲：神尾晉一郎）
歐洲五大聯盟之一西班牙的足球代表。西班牙名門俱樂部“RE•AL的貴公子”，效力於西班牙皇家馬德里和西班牙國家隊。外表看似友善熱情的年輕男子。但談吐中卻帶有傲慢和輕視。擅長從對手死角的奪球。
在第三次選拔賽中，最初他作為世界五大足球隊的一員負責對藍色監獄的最後一批球員進行評價。
亞當·布雷克（聲：高橋大輔）
歐洲五大聯盟之一英格蘭的足球代表。效力於英格蘭國家足球隊。綽號「進球成癮者」，身材高挑，留著鬍渣的短髮男子。效力於英格蘭國家足球隊。說話粗俗下流，喜歡女人，特別是對穿著日本和服的女性感興趣。擁有五大聯盟中最屹立不搖的軀幹。
在第三次選拔賽中，最初他作為世界五大足球隊的一員負責對藍色監獄的最後一批球員進行評價。
帕布羅·卡巴索斯（聲：駒田航）
歐洲五大聯盟之一阿根廷的足球代表。效力於阿根廷國家足球隊。外表看似娃娃臉的捲髮少年，實際上已經23歲。喜歡可愛的事物，但仍然認為自已才是最可愛的。擁有五大聯盟中最精準的點球能力。
在第三次選拔賽中，最初他作為世界五大足球隊的一員負責對藍色監獄的最後一批球員進行評價。
達達·席烏巴（聲：Robert Waterman）
歐洲五大聯盟之一巴西的足球代表。綽號「重戰車」，捲髮黑人男子。效力於巴西國家足球隊。貧民窟出身。是個拜金主義者。擁有五大聯盟中最優越的身體素質。
在第三次選拔賽中，最初他作為世界五大足球隊的一員負責對藍色監獄的最後一批球員進行評價。

## U-20日本代表隊登場選手
奧利佛‧愛空（聲：日野聰）
19歲，U-20日本代表隊隊長，背號2號，外貌有些邋遢的青年。擁有罕見的異色瞳，左眼是綠色，右眼是紫色。年少時夢想成為世界上最好的前鋒，但由於被教練不斷灌輸“足球是為他人效力”的哲學。 認為夢想遭到否定的他失去了及時成為世界上最好的前鋒的意願，但他决定全心全意地成為世界上最好的後衛，並為了不讓未來能夠發光發熱的原石步入自己的後塵，如果一個“真正的前鋒”出現，在日本努力綻放，他會盡全力讓他們發光發熱。
新英雄大戰時加入義大利尤伯斯。與法國隊的對戰後被投標了1500萬日元的年薪，與西班牙對戰後升格為2700萬日元，與德國對戰後升格為3800萬日元，在新英雄大戰結束時被投標了6000萬日圓的年薪，最終居藍色監獄第10名。
閃堂秋人（聲：若山晃久）
U-20日本代表隊的王牌前鋒。背號為11號，擁有極高的自尊心。夢想是成名後跟女明星結婚。在U-20與藍色監獄的對戰中被召集來援助U-20的糸師冴處處針對。
新英雄大戰時加入義大利尤伯斯。在與西班牙對戰後被投標了1750萬日元的年薪，與德國對戰後升格為2000萬日元，在新英雄大戰結束時被投標了3700萬日圓的年薪，最終居藍色監獄第17名。
仁王和真（聲：佐藤拓也）
U-20日本代表隊的防守。背號3號，外貌老成的大背頭青年。自稱“杜賓犬”。擅長運用體格優勢給予對手壓力並封鎖他們的行動。
新英雄大戰時加入英格蘭曼夏城。在與義大利的比賽後，被投標了1000萬日元的年薪，但新英雄大戰結束時，年薪排行未進前23名，無緣加入日本U-20代表隊大名單，遭到淘汰。
蛇來彌勒（聲：白井悠介）
U-20日本代表隊的後衛，背號為5號。皮膚黝黑，外形像佛祖的青年。說話喜歡用佛教用語。
新英雄大戰時加入西班牙FC巴洽。在與義大利對戰後被投標了1600萬日元的年薪，但新英雄大戰結束時，年薪排行未進前23名，無緣加入日本U-20代表隊大名單，遭到淘汰。
音留徹平（聲：土岐隼一）
U-20日本代表隊的後衛。背號為4號。髮型像貓耳的豆豆眼青年，擅長使用難以置信的速度超過對手並從他們手中搶球。被潔形容有如閃電。
新英雄大戰時加入德國巴斯塔慕尼黑，但新英雄大戰結束時，年薪排行未進前23名，無緣加入日本U-20代表隊大名單，遭到淘汰。
颯波留（聲：小野賢章）
U-20日本代表隊的中場。背號為7號。白色刺蝟頭的青年。是U-20身高最高的球員。
新英雄大戰時加入西班牙FC巴洽。在與義大利對戰後被投標了1300萬日元的年薪，但新英雄大戰結束時，年薪排行未進前23名，無緣加入日本U-20代表隊大名單，遭到淘汰。
若月樹（聲：坂泰斗）
U-20日本代表隊的中場。背號為6號。
新英雄大戰時加入西班牙FC巴洽，但新英雄大戰結束時，年薪排行未進前23名，無緣加入日本U-20代表隊大名單，遭到淘汰。
超健人（聲：笠間淳）
U-20日本代表隊的前鋒。背號為8號。
在新英雄大戰中加入法國P‧X‧G，但新英雄大戰結束時，年薪排行未進前23名，無緣加入日本U-20代表隊大名單，遭到淘汰。
狐里輝（聲：梶原岳人）
U-20日本代表隊的前鋒。背號為9號。
新英雄大戰時加入西班牙FC巴洽，但新英雄大戰結束時，年薪排行未進前23名，無緣加入日本U-20代表隊大名單，遭到淘汰。
不角源（聲：小林親弘）
U-20日本代表隊的守門員。背號為1號。
新英雄大戰時加入義大利尤伯斯。在新英雄大戰結束時被投標了2800萬日圓的年薪，最終居藍色監獄第20名。

## 新英雄大戰登場選手
米歇爾·凱薩（聲：宮野真守）
19歲，「新世界11傑」之一，德國巴斯塔慕尼黑的前鋒。
母親為演員，父親則是舞台劇導演，誕下孩子後，母親隨即離開，只留下她為兒子所取之名「米歇爾」。年幼時的他在遭到心愛女人拋棄而失意的父親指使偷竊與暴力毆打中成長。12歲生日前夕，在街上看到了足球，並決定以此作為他的生存證明，因具有不會哭也不會生氣、被揍飛也不會還手的特質，被長期遭受酗酒父親言語辱罵的他認為是與他同類的混帳東西，從此將足球視為最重要的事物。
同樣擁有超越視野， 常能發現他人意想不到的射門路徑，並且右腳射門時的出腳速度被諾伊爾·諾亞評價勘稱世界第一，甚至在其之上。代表技為「皇帝衝擊波」。
深受隊員們信賴，亞列克西斯·涅斯更是對其百依百順。雖極具領袖魅力但為人卻十分傲慢，有著強烈的優越感。將周圍的每個人包含隊友視作襯托自己的「小丑」。對諾艾爾·諾阿抱持著厭惡。
在英格蘭隊一戰後對於潔世一的活躍開始更加關注，甚至在場上和他相互較勁。年薪為3億日元，在與義大利的對戰後，被世界第一的俱樂部「RE•AL」投標了3億2000萬日圓的年薪，在新英雄大戰結束時「RE•AL」提升其年薪投標至4億日圓。
亞歷克斯·內斯
18歲，德國巴斯塔慕尼黑的中場。
出生於科學世家，在篤信理性思維的家人中，崇尚魔法與奇幻世界的他顯得格格不入，使得幼年時期的他遭遇了家庭成員長時間的忽視及冷暴力。在一次誤闖進足球場中目睹了一場足球比賽，意識到這項運動能輕易調動人心，便視此為魔法的體現，從此開始自學足球，以進入國家代表隊為目標，決心向家人證明自己為對世界施魔法的存在。
擅長運用靈活的脚踝盤球並輕鬆地將球佯攻或改變方向，在賽場上有「魔術師」的稱號。表面上是個看似溫柔相當有禮貌的美少年，實則卻對米歇爾·凱薩有著近乎癡迷的忠誠心。對忤逆米歇爾·凱撒的意思以及表現比他更加完美的人抱持著敵意。英格蘭戰後，意識到米歇爾·凱薩關注的對象是潔世一而非自己，對潔世一開始產生強烈的憎惡。與西班牙對戰後的年薪為5000萬日元，在新英雄大戰結束時被投標了1億3000萬日圓的年薪。
埃里克·格斯納
德國巴斯塔慕尼黑的前鋒。金髮雞冠頭的瞇瞇眼男子。說話言詞毒辣，喜歡稱別人「滓渣」。相當鄙視加入拜塔慕尼黑的藍色監獄成員。擅長快速精密的帶球。
班尼迪克·格林
德國巴斯塔慕尼黑的前鋒。留著一頭歐洲古典宮廷風格捲髮的男子。性格與蟻生十兵衛相似但喜歡暢談悲觀主義。
艾吉
英格蘭曼夏城的前鋒，留著小辮子的黑人。對於自己感興趣的人會展現出變態級的分析，被周圍的人稱為“Dr.”。對凪的天才遊戲風格表現出強烈興趣並主動去指導他。球商極高，除了擅長活用手脚長度的空中戰之外，還能將凪的比賽迅速納入自己的戰術，在新英雄大戰結束時被投標了8000萬日圓的年薪。
唐·羅倫佐
「新世界11傑」之一，義大利尤伯斯的後衛，綽號「王牌毀滅者」。
愛用金錢來衡量事物，對史納飛十分敬佩，在新英雄大戰結束時被投標了2億8000萬日圓的年薪。
夏爾·希瓦利埃
15歲，淺黃色短髮的虎牙少年，為P‧X‧G的核心中場，本人自稱天邪鬼，喜歡唱反調，若是認為很無聊還會直接不踢，但本身傳球能力極強，能依據接球者的風格來進行傳球的變化，並且也擁有和潔世一一樣的超越視界，在新英雄大戰結束時被投標了1億1000萬日圓的年薪。

## 其他角色
潔一生、潔伊世（聲：相馬康一（一生）、中原麻衣（伊世））
潔世一的父母。雖然對足球不太了解，但兩人全力支持潔世一的夢想。
蜂樂優（聲：甲斐田裕子）
蜂樂迴的母親。是一位著名的藝術家。
多田友也（聲：藤澤獎）
潔世一在一難高中高中的隊友。
一難高中教練（聲：小山力也）
潔世一所屬足球社的教練。
玲王的父母（聲：東地宏樹（父親）、早見沙織（母親））
管理御影株式會社的社長夫婦。雖然他們和兒子玲王的關係還不錯，但更希望他成為一名商人，而不是贏得世界盃的夢想。
貳瓶集作（聲：佐佐木義人）
《足球雜誌》的記者，曾採訪過糸師冴和潔世一。
吉羅蘭・塔巴蒂（聲：荒井聡太）
糸師冴的經紀人。在糸師冴13歲前往西班牙時，便以經紀人的身分隨行。